# Dasyatis marmorata
Dasyatis marmorata és una espècie de peix de la família dels dasiàtids i de l'ordre dels myliobatiformes present a l'oceà Atlàntic oriental i la Mediterrània: des del Marroc i Mauritània fins a la República del Congo i Sud-àfrica (KwaZulu-Natal).
És un peix marí demersal de clima tropical, que viu entre 12–65 m de fondària. Els adults poden assolir 60 cm de longitud total.
És ovovivípar.
Menja crancs, amfípodes, cucs, peixos i Stomatopoda.
Pot causar lesions doloroses als humans.